# ألكسندر إبراهام
الكسندر إبراهام (14 يوليو 1981 بيريفان في أرمينيا - ) هو ملاكم أرمني، صنّف ضمن فئة وزن ثقيل.

## إحصائيات
خاض خلال مسيرته 26 نزالا، فاز في 25 وتعادل في 1 ولم يخسر. فاز بالضربة القاضية في 17 نزالا.

## روابط خارجية
- ألكسندر إبراهام على موقع بوكس ريك (الإنجليزية) (registration required)